# Панасюк Михайло Сергійович
Михайло Сергійович Панасюк (1991—2023) — солдат збройних сил України, учасник російсько-української війни.

## Життєпис
Народився 15 листопада 1991 року в селі Круподеринці Вінницької області. В 2006 році закінчив Павлівську загальноосвітню школу. Навчався в Погребищенському медичному коледжі. Працював фельдшером у Козятинській міській лікарні. 
З 27 квітня 2023 року в лавах української армії, був бойовим медиком стрілецького взводу стрілецької роти стрілецького батальйону.
Загинув 31 жовтня 2023 року поблизу населеного пункту Новодонецьке Волноваського району Донецької області.
Рятував побратимів до останнього подиху, за що був нагороджений орденом «За мужність ||| ступеня»
Похований в селі Павлівка .

## Нагороди
- Орден «За мужність» III ступеня[2].